# Thatgamecompany
Thatgamecompany (en español: "Esa compañía de juegos"), estilizado como thatgamecompany, es un estudio independiente de desarrollo de videojuegos estadounidense, fundado por los estudiantes de la Universidad del Sur de California Kellee Santiago y Jenova Chen. Este estudio ha trabajado como desarrollador para Sony Computer Entertainment, en un contrato consistente en la creación de tres juegos descargables para la PlayStation Network. Desde el final del contrato hasta la fecha, ha conseguido financiación independiente. El primero de sus juegos fue una versión renovada de Flow, un juego ganador de varios premios y desarrollado por Chen. Esta versión cuenta con un realzado en el apartado visual y sonoro, un modo multijugador y compatibilidad con el sensor de movimientos del mando de PlayStation 3. El título se dio a conocer en 2007, a través de PlayStation Store. El segundo juego para PlayStation 3, Flower, se lanzó en PlayStation Store en el 2009, el tercero, Journey, se lanzó en marzo del 2012 en la misma plataforma en línea, y el cuarto Sky: Children of the Light, que salió al mercado en la App Store en 2019, y luego se abrió paso a más plataformas
El objetivo de la compañía es crear videojuegos que provoquen respuestas emocionales en los jugadores. Sus trabajadores han manifestado que, aunque no se opongan a hacer juegos de acción, creen que ya hay suficientes juegos de este tipo en la industria del videojuego. A la hora de diseñar un juego, Thatgamecompany comienza por decidir qué desean que los jugadores sientan, para luego establecer las mecánicas del juego. Según la compañía, no se plantean hacer grandes producciones de éxito, ya que creen que la presión de tantas ventas amedrantaría la innovación de sus productos.

## Historia
En el otoño de 2005, Jenova Chen y Kellee Santiago se plantearon crear su propia compañía de videojuegos. Ambos estaban en el último año del máster de Arte Cinemático del programa Medios Interactivos en la Universidad del Sur de California y ya habían hecho un videojuego con otros estudiantes: Cloud. El grupo de estudiantes concibió el proyecto como un experimento para comprobar si podrían crear un juego que "expresara algo distinto a los videojuegos del pasado", y para determinar el nivel de interés del público en videojuegos de tal naturaleza. Dada la recepción positiva del juego, Santiago y Chen empezaron a considerar la fundación su propia compañía, así que después de terminar sus estudios, continuaron haciendo juegos del estilo de "Cloud", cuyo diseño no está basado en la mecánica del juego sino en inspirar emociones a los jugadores. Por aquel entonces, la distribución digital fue ganando popularidad y ambos fundadores lo vieron como una oportunidad para crear videojuegos sin el riesgo financiero de la distribución física de sus videojuegos, para lo que habrían necesitado ahorrar trabajando para otras compañías de videojuegos.
Finalmente, Thatgamecompany fue fundada el 15 de mayo de 2006, cuando Chen y Santiago terminaron su estudios de máster. La compañía pronto firmó un contrato con Sony Computer Entertainment. Thatgamecompany fue contratada para producir tres juegos para el nuevo sistema de distribución "PlayStation Network", y recibió tanto financiación inicial como una sede en las oficinas de Sony en Los Ángeles.
Al principio, Thatgamecompany estaba compuesta por Chen, Santiago, Nick Clark, que ya había colaborado con Chen en "Flow", y John Edwards. Santiago era la presidente de la compañía y la productora de sus juegos, mientras que Clark era el diseñador y Edwards era el desarrollador. Aunque Chen era el cofundador de la compañía, al principio trabajaba para Maxis en el videojuego Spore. Aunque pensaron en adaptar "Cloud" como su primer producto para Sony, finalmente se decidieron por "Flow" ya que "estaba más desarrollado como diseño". En los comienzos de la compañía, consideraban que "Cloud" sería un juego más fácil de desarrollar. Al no tener ninguna experiencia en llevar un negocio o en crear un juego comercial, se contrataron a varios trabajadores temporales para ayudar a Thatgamecompany a desarrollar "Flow", entre ellos Austin Wintory, el compositor del juego.
La compañía había previsto la finalización de "Flow" para Playstation 3 en cuatro meses, y su lanzamiento en PlayStation Network para noviembre de 2006. Sin embargo, finalmente el juego se lanzó en febrero de 2007 y no incluía "ni la mitad del diseño original". Según Santiago, el productor que Sony asignó al equipo no se sorprendió por el retraso, ya que había previsto que los desarrolladores de Thatgamecompany infravalorarían la duración del desarrollo del videojuego. La recepción del juego fue muy buena: se convirtió en el juego más descartado en PlayStation Network de 2007 y fue nominado como de Mejor Juego Descargable del 2008 por la Academia de las Artes y las Ciencias Interactivas en los premios "Interactive Achievement Awards" y como Mayor Innovación por los premios BAFTA en 2007. Tras su lanzamiento, SuperVillain Studios crearon un pack de expansión y una versión para PSP. Thatgamecompany no participó en el desarrollo de ninguno de los dos proyectos, aunque se aseguraron de que ambos contenían el mismo diseño y la misma dirección artística que el juego original, debido a que se encontraban en pleno desarrollo de su siguiente juego: 'Flower.
"Flower" fue "el primer videojuego fuera de la zona de comfort académico" de Thatgamecompany, según Santiago. En el proyecto trabajaron entre seis y nueve personas durante distintas fases de desarrollo del videojuego. Chen volvió a la compañía para trabajar a tiempo completos antes del desarrollo del videojuego y tomó las funciones del director creativo. La música del juego corrió a cargo del compositor Vincent Diamante, quien ya había trabajado con Chen y Santiago en "Cloud". El desarrollo del juego duró dos años, pero el equipo tardó 3/4 de este tiempo en diseñar un prototipo de escenario. Tras decidir los elementos del juego, produjeron "Flower" en solo seis meses. Al igual que "Flow", el juego tuvo un buen recibimiento cuando se lanzó en febrero de 2009, se posicionó en el Top 10 de los juegos del año en PlayStation Network y obtuvo diversos premios. Después de su lanzamiento, Thatgamecompany cambió su sede a un edificio propio en Los Ángeles.
El siguiente proyecto de la compañía es "Journey", lanzado el 13 de marzo de 2012. Era el último juego de Thatgamecompany dentro del contrato con Sony, que consistía en tres juegos, y fue desarrollado por un equipo de catorce personas. Santiago no estaba dentro de este equipo, ya que decidió concentrarse en su función de presidente de la compañía, por lo que fue sustituido por Robin Hunicke como productor. La fase de desarrollo del videojuego duró tres años, aunque en un principio se calculó que duraría solo uno. Este retraso se debe a diversos problemas en la compañía, como la dificultad de agrandar el equipo de trabajadores de catorce a dieciocho o el riesgo a quedarse sin fondos. En su lanzamiento al mercado, el videojuego fue un éxito tanto en la crítica como en las ventas. Se convirtió en el juego más rápido en venderse hasta la fecha en el PlayStation Store en América del Norte y en Europa. Tras el éxito alcanzado con "Journey", Thatgamecompany comenzó a trabajar en otro proyecto y algunos de sus trabajadores se fueron en busca de otras oportunidades. Santiago dejó la compañía para encontrar otras empresas, el diseñador Chris Bell se fue para crear su propio estudio, "The Willderness", mientras que Hunicke y otros trabajadores dimitieron para trabajar en Tiny Speck. Chen atribuyó esta "huida" a la finalización del contrato de tres juegos entre Thatgamecompany y Sony, así como a los escasos fondos que le quedaban a la compañía para pagar a sus trabajadores, situación que provocó un paro en el pago de sueldos hasta que llegaron los ingresos de "Journey".
Una vez los ingresos de "Journey" comenzaron a llegar, Thatgamecompany logró recuperar a algunos trabajadores afectados por los problemas de liquidez de la empresa y contrató a algunos desarrolladores nuevos. La compañía, una vez terminado el contrato con Sony, recibió un total de 5.500.000 de dólares mediante financiación capitalista de riesgo. El objetivo de tal suma es usarla para desarrollar nuevos videojuegos para distintas plataformas sin la influencia de otras empresas distribuidoras. Desde el lanzamiento de "Journey", el equipo ha estado trabajando en un nuevo juego, aún sin anunciar, en el que en junio de 2013, trabajaban alrededor de 12 empleados. De estos 12 empleados, solo la mitad trabajó en "Journey". El objetivo de Thatgamecompany es lanzar el juego en "tantas plataformas como sea posible" e incluir controles táctiles de una forma innovadora, al igual que sus creaciones incluyeron usaron la inclinación del mando como control.
El último juego hasta la fecha es "Sky: Children of the Light" (o en español: Sky: Niños de la Luz) 

## Filosofía
Cuando Thatgamecompany diseña un videojuego, comienzan por decidir las emociones y sensaciones que quieren provocar en el jugador. Este procedimiento se aleja de los procesos de la mayoría de desarrolladores, que empiezan a construir el videojuego desde la mecánica del juego o las características del género. Según Santiago, la compañía crea respuestas sensoriales que demuestran el amplio abanico de experiencias que pueden poseer los videojuegos y que este es mayor del que se suele presentar al jugador (emoción y miedo, por ejemplo).
Chen, por otra parte, dijo que los juegos de la compañía tienen como prioridad evocar emociones antes que un mensaje. De hecho, él mismo cambió el diseño de "Flower" cuando los primeros testers manifestaron que el juego parecía promocionar la energía verde;  según Chen, aún es "demasiado joven" para hacer un juego con un mensaje de peso y por ello en su trabajo para la compañía evitó mensajes manifiestos. Santiago ha expresado que la meta de Thatgamecompany es "crear juegos que desafíen las fronteras del videojuego como un medio de comunicación, juegos que resulten atractivos a un público amplio". Con este proceso, espera cambiar la industria del videojuego para que otras compañías consideren el videojuego como un "medio creativo" en vez de como un producto de masas.
Aun así, los trabajadores de Thatgamecompany no están en contra de hacer títulos de acción y, de hecho, han creado otros juegos de este género que obtuvieron el visto bueno de Sony. Sin embargo, Chen considera que no hay ninguna razón para producir comercialmente juegos de ese tipo, ya que en ese caso, no trabajarían en nuevas ideas que justificaran su existencia como estudio independiente y el coste que conlleva, en vez de trabajar para otras compañías desarrolladoras de videojuegos existentes. Además, explica que el objetivo de Thatgamecompany no es crear "grandes juegos de alta financiación", pues según él, la presión financiera acabaría por amedrentar la innovación.

## Juegos

### Flow
En "Flow", el jugador navega por una serie de escenarios en dos dimensiones con un microorganismo acuático que evoluciona al consumir otros microorganismos. El diseño del juego está basado en la investigación de Chen sobre la dificultad del balance en los juegos dinámicos, llevada a cabo en la Universidad del Sur de California, así como en el concepto teórico del psicólogo Mihály Csíkszentmihályii de la inmersión mental, flujo. Se lanzó para PlayStation 3 el 22 de febrero de 2007.

### Flower
Flower fue concebido como un sucesor espiritual de "Flow". Mediante el sensor de movimientos del mando de PlayStation 3, el jugador controla una ráfaga de viento que transporta un pétalo de flor por el aire. Así, al volar cerca de otras flores, sus pétalos acompañan al jugador en el viento. Acercarse a las flores también puede tener efectos secundarios en el escenario, tales como devolver vida y color a campos secos o activar molinos de viento. En el juego no existe texto ni diálogo. Se forma un arco narrativo principalmente mediante la representación visual y respuestas emocionales. Se lanzó para PlayStation el 12 de febrero de 2009.

### Journey
"Journey" fue el tercer juego producido por la compañía en colaboración con Sony. El jugador controla a un personaje con túnica que despierta en el desierto, cuya meta es llegar a una gran montaña lejana. Durante el viaje, el jugador puede encontrarse con otros jugadores en Internet al mismo tiempo. Los jugadores no pueden comunicarse entre sí, pero podrán ayudarse entre ellos. Se lanzó para PlayStation 3 el 13 de marzo de 2012.

### Sky: Niños de la Luz
Es el último juego de Thatgamecompany, lanzado para iOS el 18 de julio de 2019 y en Android el 7 de abril de 2020, pretende ser un sucesor espiritual de todos sus juegos anteriores. En Sky, el jugador explora un reino mágico utilizando una capa que le da la capacidad de volar. Los jugadores podrán jugar junto a millones de otros jugadores, al igual que en "Journey", conectados a través de Internet. Hay siete reinos únicos para explorar, y cada uno de ellos está ambientado en una etapa diferente de la vida. Además de estos reinos, está "Hogar" que sirve de centro entre los distintos reinos. A lo largo del juego, el jugador se encontrará con "espíritus" que le darán objetos cosméticos y que afectan a la jugabilidad a cambio de moneda del juego. El jugador también puede encontrar "estrellas perdidas" que le permitirán volar más alto. Sky fue elegido Juego del Año para iPhone de Apple en 2019, y se lanzó en Nintendo Switch en 2021 y en PlayStation 4 y PlayStation 5 de forma digital en 2022. En octubre de 2023, se lanzó una demo para PC en el Steam Next Fest. El 10 de abril de 2024 se lanzó la versión global para PC.